# Hitchiti
Hitchiti so bili indijansko pleme Severne Amerike, katerega jezik je spadal v muskogeansko jezikovno družino. V 18. stoletju je bilo njihovo bivališče v današnji ameriški zvezni državi Georgiji, pripadniki pa so živeli v istoimenskem mestu. Pleme je dalo ime jeziku Hitchiti, ki so ga govorila številna plemena v osrednji južni Georgii. Preživeli Hitchitiji so bili v 19. stoletju sprejeti in integrirani v Creek (Muskogee ) pleme. Mikasuki kot govorci jezika Hitchiti-Mikasuki so leta 1962 prejeli zvezno priznanje kot The Miccosukee Tribe of Indians of Florida (Mikasuki).

## Bivališče
V 17. stoletju je bilo njihovo bivališče očitno ob spodnjem toku reke Ocmulgee reke blizu današnjega mesta Macon v Georgiji, kot je razvidno iz zgodnjih angleških zemljevidov. Po letu 1715 so se preselili v okrožje Henry v Alabami, na poti do svojega najbolj znanega bivališča, mesta Hitchiti na vzhodnem bregu reke Chattahoochee reke, približno 6 km pod Chiaho. Okoli leta 1839 so bila vsa plemena v regiji prisilno preseljena in so zdaj živela v rezervatih na takratnem indijanskem ozemlju, današnji Oklahomi. Hitchitiji so bili tukaj postopoma integrirani v konfederacijo Creek.

## Jezik
Jezik Hitchiti je bil eden izmed številnih narečij, ki so se govorila v muskogean jezikovni družini. V kolonialnem obdobju so bili med govorci številna plemena, ki so pretežno živela v Georgiji, kot so Apalachicola, Chiaha, Chiahudshi, Hitchiti, Occonee, Sawokli in Sawokliushi v Georgii ter Mikasuki na Floridi. Številna krajevna imena izvirajo iz tega jezika in znanstveniki domnevajo, da je bila zato jezikovna družina razširjena na veliko večjem območju. Hitchiti je soroden podobnemu jeziku Mikasuki, in govorci obeh narečij se lahko medsebojno sporazumevajo. Znanstveno oba jezika spadata v Hitchiti-Mikasuki in sta uvrščena v vzhodno podskupino velike muskogejske jezikovne družine

## Zgodovina
Dolgo preden so Evropejci prišli v Georgijo, so tam živeli pripadniki plemena Hitchiti in njihovo bivališče se je razprostiralo po celotnem osrednjem, južnem delu današnje ameriške zvezne države. Niso bili nomadi, čeprav so se njihovi pripadniki potepali po celotnem jugu Georgije. Pleme je bilo redko omenjeno v zgodovinskih dokumentih in prvo poročilo izvira iz leta 1733, ko sta dva predstavnika njihovega plemena spremljala poglavarje Creek, da bi se srečala z guvernerjem Jamesom Oglethorpom v Savannah (Georgija). Ko je ameriški indijanski agent Benjamin Hawkins leta 1799 obiskal Hitchitije, je ugotovil, da se je pleme razdelilo na dve naselji. Hitchitudshi ali Mali Hitchiti so živeli na obeh straneh reke Flint pod sotočjem Kinchafoonee Creek, medtem ko so Tutalosi živeli ob Kinchafoonee Creeku približno 32 km zahodno od Hitchitudshijev.
Jezik Hitchitijev ni bil govorjen samo v njihovih naseljih ob reki Chattahoochee, ampak tudi v mestih Spodnjih Creekov, kot so Chiaha, Chiahudshi, Oconee, Sawokli, Sawokliudshi in v Apalachicoli ter v naseljih ob reki Flint (Apalachicola River) in pri Mikasukijih na Floridi. Iz različnih krajevnih imen je razvidno, da se je Hitchiti govoril tudi na drugih območjih Georgije in Floride. Ta jezik, ki je podoben idiomu Creekov, vendar kaže bolj arhaično obliko, se imenuje tudi tako imenovani ženski jezik. Morda so tudi Yamasee govorili Hitchiti, vendar ni jasnih dokazov ali niso morda govorili svojega jezika ali jezika Gualejev.
Avtohtono prebivalstvo Georgije je bilo okoli leta 1839 prisilno preseljeno na indijansko ozemlje. Hitchitiji so postali del naroda Creek, vendar so ohranili ostanke svojega jezika in kulture. Mikasukiji, ki so se z pripadniki Spodnjih Creekov priselili na Florido in tam tvorili ljudstvo Seminole, so se lahko reorganizirali kot samostojno pleme. Leta 1957 so prejeli državno priznanje Floride in leta 1962 zvezno priznanje kot The Miccosukee Tribe of Indians of Florida. Delno še danes govorijo svoj tradicionalni jezik, prav tako nekateri pripadniki Seminole. Nekateri potomci Hitchitijev so danes razpršeni po celotni zvezni državi Georgii.

## Spletne povezave
- Hitchiti Indian Tribe History
- Hitchiti Indians of Georgia